# Équipe cycliste Caballero
L'équipe cycliste Caballero est une équipe de cyclisme sur route néerlandaise des années 1960 et 1970.

## Histoire
En fin de saison 1970, le sponsor principal change et devient l'entreprise Goudsmit. L'arrivée de ce nouveau partenaire permet de donner un nouveau cap à l'équipe, déjà en progression. Lors des saison 1971 et 1972, Goudsmit-Hoff participe au Tour de France et au Tour d'Espagne, remportant au total 12 victoires d'étapes. 

## Principales victoires

### Course d'un jour
- Championnat des Flandres : 1967 (Gerard Vianen)
- Circuit des XI villes : 1969 (Leo Duyndam)

### Course par étapes
- Tour d'Andalousie : 1972 (Jan Krekels)

- Tour du Nord-Ouest : 1970 (Leo Duyndam)

### Championnats nationaux

#### Sur route
- Championnats des Pays-Bas : 1
  - course en ligne : 1972 (Tino Tabak)

## Résultats sur les grands tours

### Tour de France
- 3 participation (1970, 1971 et 1972)
- 4 victoires d'étapes
  - 2 en 1971 : Gerben Karstens et Jan Krekels
  - 2 en 1972 : Leo Duyndam et Marinus Wagtmans

### Tour d'Espagne
- 2 participation (1971 et 1972)

- 8 victoires d'étapes
  - 2 en 1971 : Ger Harings et Gerben Karstens
  - 6 en 1972 : Ger Harings (2), Tino Tabak, Gerard Vianen, Jos van der Vleuten et Cees Koeken